# Baitoa
Baitoa é um município da República Dominicana pertencente à província de Santiago. Foi criado como município em 1 de junho de 2014.
Sua população estimada em 2012 era de 17 778 habitantes.